# Halbakku
Halbakku (arab. حلبكو) – wieś w Syrii, w muhafazie Latakia. W 2004 roku liczyła 292 mieszkańców.